# Johann Friedrich Böhmer

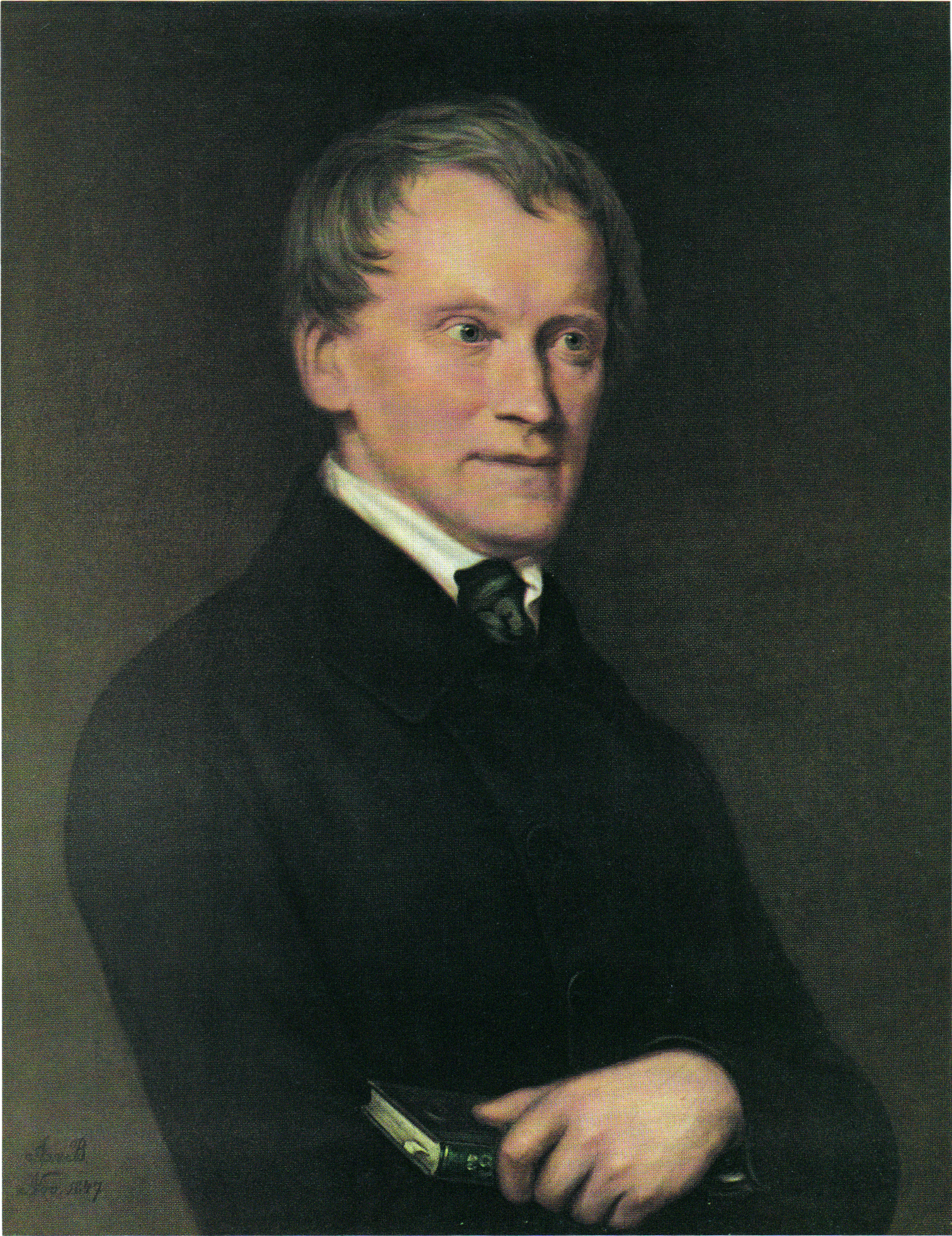
Johann Friedrich Böhmer, 1845
(Ölgemälde von Amélie de Barrelier)

Johann Friedrich Böhmer (* 22. April 1795 in Frankfurt am Main; † 22. Oktober 1863 ebenda) war ein deutscher Historiker und Archivar. Er war Begründer der Regesta Imperii und gilt als Mitbegründer der Diplomatik.

## Leben
Böhmers Vater war der aus Zweibrücken stammende wild- und rheingräfliche Hofrat in Grumbach und Lauterecken Carl Ludwig Böhmer, der 1792 vor der französischen Besatzung zunächst nach Wetzlar und von dort nach Frankfurt emigrierte und eine Anstellung als städtischer Kanzleidirektor erhielt. Böhmers Mutter war Juliane Wilhelmine von Hofmann (1768–1844), eine Tochter des Prokurators Caspar Friedrich von Hofmann.
Johann Friedrich verbrachte seine Kindheit und Jugend in großer Abgeschlossenheit und litt zeitlebens unter Schüchternheit und Ängstlichkeit. Er hegte eine romantische Sehnsucht nach der Kaiserzeit und dem Reich, die er auf Bayern, Österreich und die Katholische Kirche übertrug. Obwohl er aus einer protestantischen Familie stammte, entwickelte er unter dem Einfluss von Freunden wie Clemens Brentano und Joseph Görres eine tiefe Abneigung gegen den Protestantismus und insbesondere gegen Preußen, das er als Haupthindernis für die Herstellung der Reichseinheit ansah. Zur Konversion konnte er sich trotzdem nie entschließen.
Böhmer besuchte das Städtische Gymnasium und das Lyceum Carolinum in Frankfurt. Sein Studium der Rechtswissenschaften in Heidelberg und Göttingen, das er 1813 auf Wunsch seines Vaters aufnahm, schloss er nicht ab. Vielmehr entschied er sich 1817 beim Tode seines Vaters auf Anraten seiner Freunde zu einer Reise nach Italien. Er trat in Verbindung mit in Rom ansässigen Künstlern aus der Gruppe der Nazarener, namentlich mit Peter von Cornelius, Julius Schnorr von Carolsfeld und Johann David Passavant, und widmete sich nunmehr ganz dem Studium der alten Kunst. Eine Freundschaft verband ihn mit Joseph Eutych Kopp. In seiner Studentenzeit wurde er 1814 Mitglied der Burschenschaft Teutonia Heidelberg und 1817 wohl des Vereins für Deutsche Geschichte, einem Vorläufer der Göttinger Burschenschaft.
1822 kehrte er nach Frankfurt zurück, weil er in die Administration des Städelschen Kunstinstitutes berufen wurde. 1823 machte er die Bekanntschaft mit dem Freiherrn vom Stein, der ihn zum Eintritt in die Gesellschaft für ältere deutsche Geschichtskunde bewog und ihn zum Sekretär der Zentraldirektion der Monumenta Germaniae Historica (MGH) berief, deren Leitung Böhmer 1824 gemeinsam mit Georg Heinrich Pertz übernahm. Darin fand er schließlich seine Lebensaufgabe. Mit seiner ursprünglich als Vorarbeit für die MGH geplanten Sammlung deutscher Kaiser- und Königsurkunden begründete er die Regesta Imperii.
1825 wurde er Frankfurter Stadtarchivar und 1830 städtischer Bibliothekar. Ab 1845 war er Mitglied der Preußischen Akademie der Wissenschaften. Der Bayerischen Akademie der Wissenschaften gehörte er als auswärtiges Mitglied an. 1853 wurde er zum Mitglied der Göttinger Akademie der Wissenschaften gewählt.

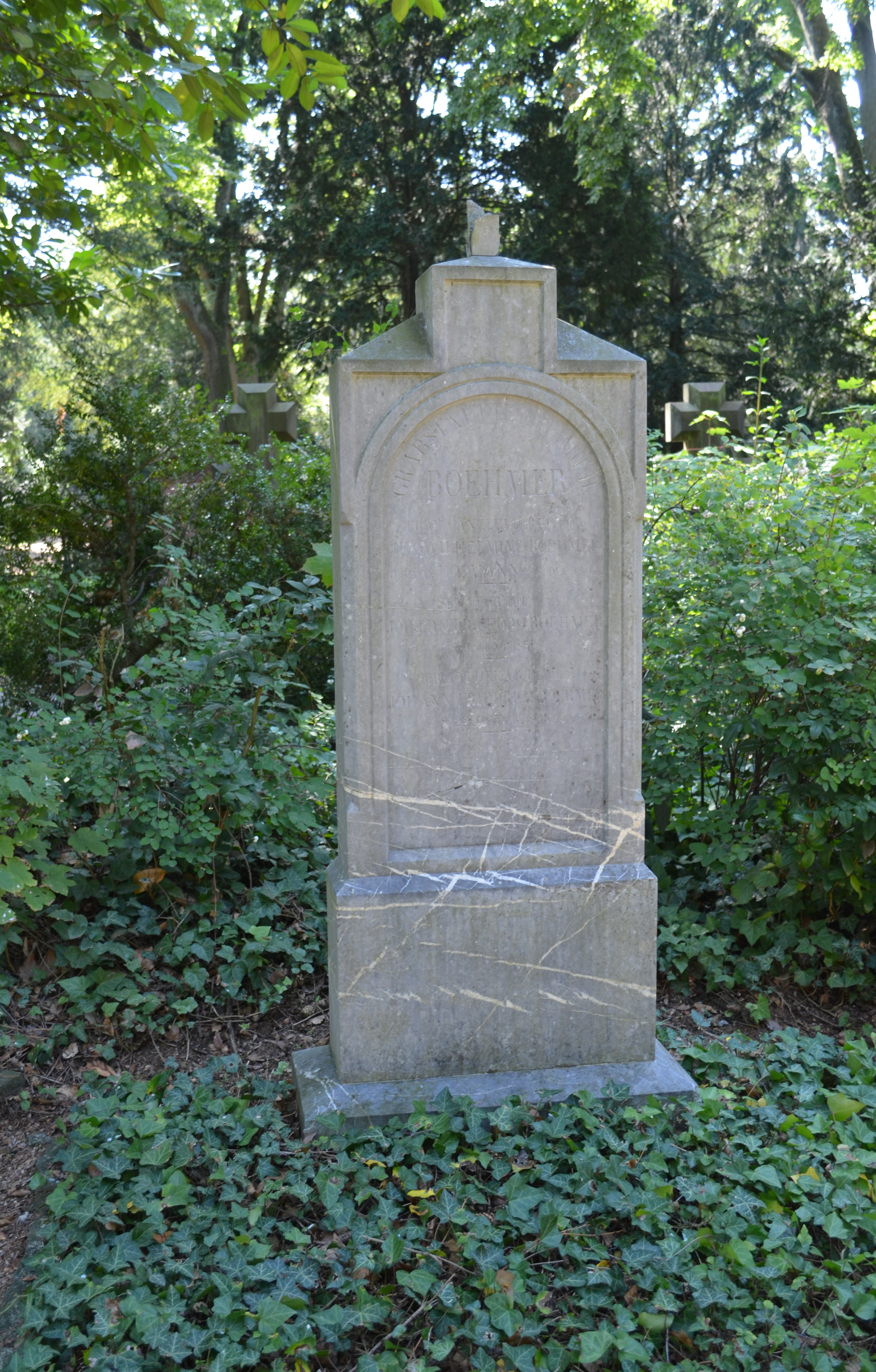
Ehrengrab von Johann Friedrich Böhmer auf dem Frankfurter Hauptfriedhof

Böhmer starb am 22. Oktober 1863. Er liegt auf dem Frankfurter Hauptfriedhof begraben. Das Grab steht unter Denkmalschutz und ist als Ehrengrab ausgewiesen. Nach ihm wurde eine Straße im Frankfurter Westend benannt, ebenso im Stadtteil Frohnhausen in Essen.

## Werke
Im Laufe der Jahre gab er zahlreiche Zusammenstellungen von Urkunden und Quellen des frühen Mittelalters heraus, u. a.
- Regesta chronologico-diplomatica regum atque imperatorum Romanorum 911–1313. Varrentrapp, Frankfurt am Main 1831. (Digitalisat)
- Die Urkunden der römischen Könige und Kaiser von Conrad I. bis Heinrich VII., 911–1313. Varrentrapp, Frankfurt am Main 1831.
- Die Reichs-Gesetze von 900 bis 1400 nachgewiesen durch Johann Friedrich Böhmer. Varrentrapp, Frankfurt 1832. (Digitalisat)
- Regesta chronologico-diplomatica Karolorum. Die Urkunden sämmtlicher Karolinger in kurzen Auszügen. (Frankfurt 1833),
- Codex diplomaticus Moeno-Francofurtanus. Urkundenbuch der Reichsstadt Frankfurt. (Frankfurt 1836)
- Die Fontes rerum Germanicarum (Stuttgart 1843–1868) sind eine Sammlung von Originaldokumenten der deutschen Geschichte des 13. und 14. Jahrhunderts. Neuauflage unter ISBN 978-1-147-06162-8
  - Band 1: Johannes Victoriensis und andere Geschichtsquellen Deutschlands im vierzehnten Jahrhundert. J. G. Cotta’scher Verlag. Stuttgart 1843
  - Band 3: Martyrium Arnoldi [Archiepiscopi Moguntini] und andere Geschichtsquellen Deutschlands im zwölften Jahrhundert Stuttgart 1843
  - Band 2: Hermannus Altahensis und andere Geschichtsquellen Deutschlands im dreizehnten Jahrhundert. Stuttgart 1845 (Darunter die Sindelfinger Annalen)
- Eine Serie von Regesta Imperii
  - Regesta imperii inde ab anno MCCCXIIII usque ad annum MCCXLVII [(1314–1347)]: Die Urkunden Kaiser Ludwigs des Baiern, König Friedrich des Schönen und König Johanns von Böhmen. Schmerber, Frankfurt am Main 1839.
  - Additamentum primum ad regesta imperii inde ab anno MCCCXIIII usque ad annum MCCCXLVII.: Erstes Ergänzungsheft zu den Regesten Kaiser Ludwigs des Baiern und seiner Zeit 1314–1347. Schmerber, Frankfurt am Main 1841.
  - Regesta imperii inde ab anno MCCXLVI usque ad annum MCCCXIII: Die Regesten des Kaiserreiches unter Heinrich Raspe, Wilhelm, Richard, Rudolf, Adolf, Albrecht und Heinrich VII: 1246–1313. Cotta, Stuttgart 1844.
  - Regesta imperii inde ab anno 1198 usque ad annum 1254. Cotta, Stuttgart 1849.
- Wittelsbachische Regesten von der Erwerbung des Herzogtums Bayern bis zu 1340. Cotta, Stuttgart 1854. (Digitalisat)